# Det Biovidenskabelige Fakultet for Fødevarer, Veterinærmedicin og Naturressourcer
Det Biovidenskabelige Fakultet for Fødevarer, Veterinærmedicin og Naturressourcer (i daglig tale blot Det Biovidenskabelige Fakultet eller LIFE) var et fakultet ved Københavns Universitet. Før 1. januar 2007 var det et selvstændigt universitet under navnet Den Kongelige Veterinær- og Landbohøjskole (i forkortet form: KVL). 1. januar 2012 blev de veterinære institutter på LIFE fusioneret med Det Sundhedsvidenskabelige Fakultet (SUND), mens resten af fakultetet blev fusioneret med Det Naturvidenskabelige Fakultet som  Det Natur- og Biovidenskabelige Fakultet (SCIENCE).
Den Kgl. Veterinær- og Landbohøjskole blev oprettet ved lov af 8. marts 1856 som en videreførelse og udbygning af Veterinærskolen, der som en af Europas første blev etableret i 1773 af P.C. Abildgaard. Fakultetet udviklede sig frem til fusionen pr. i 2012 til et internationalt, erhvervsorienteret fakultet som forskede, uddannede og innoverede inden for områder som bioteknologi, fødevarer, sundhed, planter og naturressourcer, energi og miljø, dyr, etik og velfærd, politik, økonomi og ulande samt skov-, land- og byudvikling.

## Aktiviteter
Omdrejningspunkt for fakultetets aktiviteter var en tværfaglig tilgang til det levende, spændende fra decideret landbrugsrelateret forskning til til aktiviteter inden for molekylær gastronomi.
Samlet set dækkede fakultetets forskning og uddannelser hele kæden fra jord-til-bord-til-sundhed-og-velfærd, og det var netop samlingen af alle led i denne kæde, der muliggjorde det helhedssyn, der nationalt såvel som internationalt betragtedes som et af fakultetets styrker.
Helhedsbetragtningen i forhold til udnyttelse af naturressourcer, fødevareproduktion, sundhed og sygdomsbekæmpelse samt politik og økonomi var også en af de egenskaber, der havde gjort fakultetet til en af de stærkeste spillere inden for forskning og uddannelse relateret til udviklingslandene.
Fakultetet havde frem til fusionen den 1. januar 2012 omkring 3.500 studerende, heraf 500 ph.d.-studerende. De 24 uddannelser på bachelor- og kandidatniveau fører til titler som dyrlæge, agronom, forstkandidat, hortonom, landskabsarkitekt, landskabsforvalter, jordbrugsøkonom, levnedsmiddelingeniør og -kandidat samt cand.scient. i agricultural development, biologi-bioteknologi, miljøkemi, parasitologi og i produktionsudvikling (PAT) samt i klinisk og human ernæring. Cirka 15 procent af fakultetets studerende kom fra udlandet, og omtrent halvdelen af al undervisning på fakultetet foregik på engelsk.
Størstedelen af fakultetets 1.800 medarbejdere havde deres daglige gang på fakultetets hovedcampus på Frederiksberg. Her ligger også, om en integreret del af fakultetet, det tidligere Biovidenskabelige Fakultetsbibliotek (BVFB), tidligere Danmarks Veterinær- og Jordbrugsbibliotek (DVJB). Arkitekterne Gottlieb Bindesbøll, Martin Borch, Steen Eiler Rasmussen og Mogens Koch står bag størstedelen af bygningskomplekset på Københavns Universitets Frederiksberg Campus, der også omfatter det tidligere Københavns Sygehjem på Rolighedsvej af H.C. Stilling. I 1990'erne blev der med en investering på ca. 550 millioner kroner opført omfattende nybyggerier, men fakultetets fredede have og oprindelige bygninger ligner sig selv fra dengang, de blev etableret.
Ud over sin Frederiksberg Campus havde fakultetet også tidligere haft en Forstbotanisk Have i Charlottenlund. Den blev i foråret 2008 overdraget til Skov- og Naturstyrelsen. Fakultetets studie- og forskningsmæssige aktiviteter flyttede til den større samling af træer og buske på Arboretet i Hørsholm. Derudover havde fakultetet Skovskolen i Nødebo og en frugttræssamling på Pometet i Tåstrup, hvor der også findes forsøgsgårde samt et nybygget hospital for store husdyr.

## Direktører og Rektorer for Den Kongelige Veterinær- og Landbohøjskole
Fra stiftelsen blev Landbohøjskolen ledet af en direktør. Siden skiftede titlen til rektor.
| Navn                                  | Udnævnt | Fratrådt | Kommentar                     |
| ------------------------------------- | ------- | -------- | ----------------------------- |
| Carl Emil Fenger                      | 1856    | 1862(?)  |                               |
| E. Emil Rosenørn                      | 1862    | 1873     | Afbrudt under ministerperiode |
| Christian Albert Frederich Thomsen    |         |          | Død 1896                      |
| Hofjægermester F. Friis               |         | 1916     | "Efter lang embedsperiode"    |
| Heinrich Oscar Günther Ellinger       | 1916    | 1928     |                               |
| Adam Wilhelm Mørkeberg                | 1928    | 1933     | Død i embedet                 |
| Carl Herman Hansen                    | 1933    | 1939     |                               |
| Niels Bjerrum                         | 1939    | 1946     |                               |
| niels Thorkil-Jensen                  | 1946    | 1961     |                               |
| Aksel Milthers                        | 1961(?) | 1966(?)  | Rektor i 1962                 |
| Hans Cornelius Aslyng (født Pedersen) | 1966    | 1981     |                               |
| Folke Rasmussen                       | 1981    | 1987     |                               |
| Bent Schmidt-Nielsen                  | 1987    | 2002     |                               |
| Per Holten-Andersen                   | 2002(?) | 2007     |                               |

## Fusion med Københavns Universitet
1. januar 2007 fusionerede adskillige danske universiteter og sektorforskningsinstitutioner. KVL fusionerede med Københavns Universitet og Danmarks Farmaceutiske Universitet og skiftede samtidig status fra universitet til fakultet med navnet Det Biovidenskabelige Fakultet for Fødevarer, Veterinærmedicin og Naturressourcer (på engelsk: Faculty of Life Sciences).

## Bacheloruddannelser
- Naturressourcer – tidligere Agronom
- Biologi-bioteknologi
- Jordbrugsøkonomi
- Landskabsarkitektur
- Fødevarevidenskab
- Veterinærmedicin (Dyrlæge)
- Skov- og Landskabsingeniør
- Have- og parkingeniør
- husdyrsvidenskab